# Chaufournier
Le chaufournier est, dans la production de la chaux vive, l'ouvrier conducteur du four à chaux.
Par extension, il désigne l'exploitant d'un four à chaux. Dans le langage des mines et carrières, chaufournier désigne aussi l'exploitant industriel d'une entreprise de production de chaux.
En Égypte, à l'époque pharaonique, les chaufourniers remployaient le calcaire utilisé dans la construction des temples, des palais...[évasif]

## Synonyme
Dans le sens d'ouvrier : chaulier.

## Étymologie
Vient de four à chaux.